# اوکسل-با
اوکسل-با (به فرانسوی: Auxelles-Bas) یک کمون در فرانسه است که در او-رن واقع شده‌است. اوکسل-با ۹٫۴۱ کیلومتر مربع مساحت دارد.